# Saut à la perche féminin aux championnats du monde d'athlétisme en salle 2014
Navigation
2012 2016
Le concours de saut à la perche féminin des Championnats du monde d'athlétisme en salle de 2014 s'est déroulé le 9 mars 2014 à l'Ergo Arena de Sopot (Pologne), remporté par la médaillée de bronze cubaine de la même épreuve en stade outdoor de l'année précédente.

## Légende du tableau suivant
- m : mètres

Records et Performances
- AR : Record continental (area record)
- CR : Record des championnats (championship record)
- MR : Record du meeting (meet record)
- NR : Record national (national record)
- OR : Record olympique (olympic record)
- PR : Record paralympique (paralympic record)
- PB : Record personnel (personal best)
- SB : Meilleure performance personnelle de la saison (season's best)
- WL : Meilleure performance mondiale de l'année (world leader)
- WJR : Record du monde junior (world junior record)
- WR : Record du monde (world record)

Circonstances et Conditions
- DNF : N'a pas terminé (did not finish)
- DNS : N'a pas pris le départ (did not start)
- DQ : Disqualification (disqualification)
- NM : Aucun essai valable enregistré (No Mark)
- Q : Qualifié « directement » au prochain tour (ou à la prochaine compétition), lors d'une compétition majeure, grâce au classement ou à la réalisation des minima (automatic qualifier)
- q : Qualifié au prochain tour (ou à la prochaine compétition), lors d'une compétition majeure, grâce au repêchage ou à la réalisation de l'une des meilleures performances parmi celles des « non qualifiés directement » (grâce au meilleur temps ou à la meilleure distance par exemple) (secondary qualifier)

## Résultats

### Finale
| Rang              | Athlète                | Nationalité    | 4,30m | 4,45m | 4,55m | 4,65m | 4,70m | 4,75m | Résultat | Notes |
| ----------------- | ---------------------- | -------------- | ----- | ----- | ----- | ----- | ----- | ----- | -------- | ----- |
| Médaille d'or     | Yarisley Silva         | Cuba           | –     | o     | o     | xo    | o     | xxx   | 4,70 m   | SB    |
| Médaille d'argent | Anzhelika Sidorova     | Russia         | o     | o     | o     | o     | xo    | xxx   | 4,70 m   |       |
| Médaille d'argent | Jiřina Svobodová       | Czech Republic | –     | o     | o     | o     | xo    | xxx   | 4,70 m   |       |
| 4                 | Fabiana Murer          | Brazil         | –     | o     | o     | o     | xxo   | xxx   | 4,70 m   | SB    |
| 5                 | Anna Rogowska          | Poland         | –     | o     | o     | o     | xxx   |       | 4,65 m   |       |
| 5                 | Jennifer Suhr          | United States  | –     | –     | –     | o     | –     | xxx   | 4,65 m   |       |
| 7                 | Silke Spiegelburg      | Germany        | –     | xo    | o     | o     | xxx   |       | 4,65 m   |       |
| 8                 | Mary Saxer             | United States  | –     | o     | o     | xxx   |       |       | 4,55 m   |       |
| 9                 | Holly Bleasdale        | Great Britain  | –     | xxo   | o     | xxx   |       |       | 4,55 m   |       |
| 10                | Tina Šutej             | Slovenia       | o     | o     | xxo   | xxx   |       |       | 4,55 m   |       |
| 11                | Anastasia Savchenko    | Russia         | xo    | o     | xxx   |       |       |       | 4,45 m   |       |
| 12                | Nikoleta Kyriakopoulou | Greece         | o     | –     | xxx   |       |       |       | 4,30 m   |       |